# China Blue
China Blue é um documentário feito em 2005 e lançado em 2008, foi dirigido por Micha Peled. Ele segue a vida de Jasmine, uma jovem trabalhadora de dezessete anos da província de Sichuan, em uma fábrica chinesa de calças jeans, Lifeng Clothes Factory (丽锋服饰制衣有限公司) em Shaxi produzindo Vigaze Jeans (uma companhia estabelecida em Istambul, na Turquia), daí o título. Jasmine ganha cerca de meio yuan por uma hora de trabalho (cerca de seis centavos de dólar).
O documentário discute tanto as condições péssimas de trabalho nas fábricas na China quanto a crescente importância do país como exportador em escala global.
No festival de filmes de 2005 da Anistia Internacional, ele venceu o prêmio Anistia Internacional-DOEN.